# Pararge linnaei
Pararge linnaei är en fjärilsart som beskrevs av Felix Bryk 1951. Pararge linnaei ingår i släktet Pararge och familjen praktfjärilar. Inga underarter finns listade i Catalogue of Life.